# Asthenargellus
Asthenargellus es un género de arañas araneomorfas de la familia Linyphiidae. Se encuentra en Kenia.

## Lista de especies
Según The World Spider Catalog 12.0:
- Asthenargellus kastoni Caporiacco, 1949
- Asthenargellus meneghettii Caporiacco, 1949